# Marc Guasch i Font
Marc Guasch i Font   (la Garriga, 3 de maig de 1973) és un pilot de motociclisme català que ha destacat en competicions d'enduro i raids, entre els quals el Ral·li Dakar. Entre altres importants èxits, ha estat Campió d'Espanya d'enduro júnior el 1991 i de Motoral·li el 2006.
El 2014 participa en el Ral·li Dakar formant part de l'equip oficial de Gas Gas, al costat de Gerard Farrés i Dani Oliveras.
A 1 de gener de 2014

## Palmarès
- 1989[3]
  - Debut en competició dins la modalitat de l'enduro
- 1991[3]
  - Campió d'Espanya d'enduro júnior Scratch (KTM, 80cc)[4]
  - 11è al Campionat del Món d'enduro 80cc
- 1992[3]
  - 5è al Campionat d'Espanya d'enduro Scratch
- 2000[3]
  - Subcampió de Catalunya d'enduro Scratch
  - 34è als ISDE en 125cc (Granada, Espanya)
- 2001[3]
  - Campió de Catalunya d'Endurades Scratch
- 2002-2003[3]
  - Victòries al Campionat de Catalunya d'enduro
  - 1r a les 24 Hores de Resistència en Ciclomotors de la Vall del Tenes (2003, Proto)
- 2005[3]
  - Subcampió d'Espanya de Raids 450 cc i 3r Scratch Open
  - 3r al Campionat d'Espanya de Motoral·li Open
  - 1r a les 24 Hores de Resistència en Ciclomotors de la Vall del Tenes (Proto)
- 2006[3]
  - Campió d'Espanya de Ral·lis de Terra (Motos Open)[5]
  - Subcampió d'Espanya de Ral·li TT
- 2007[3]
  - Subcampió d'Espanya de Ral·li TT (Open)
  - Subcampió d'Espanya de Motoral·li
- 2008[3]
  - Campió de Catalunya/Aragó de Ral·li TT
  - Campió a la "Copa Nacional Burn Rally"
  - 3r al Campionat de Portugal de Ral·li TT
  - 15è a les Dakar Series de Portugal
- 2009[3]
  - 24è i millor debutant privat al Ral·li Dakar
  - 1r en 450cc i 4t Scratch a la Baja España-Aragón
  - Subcampió d'Espanya de Ral·li TT Open
  - Campió[3] de Catalunya/Aragó de Ral·li TT

- 2010

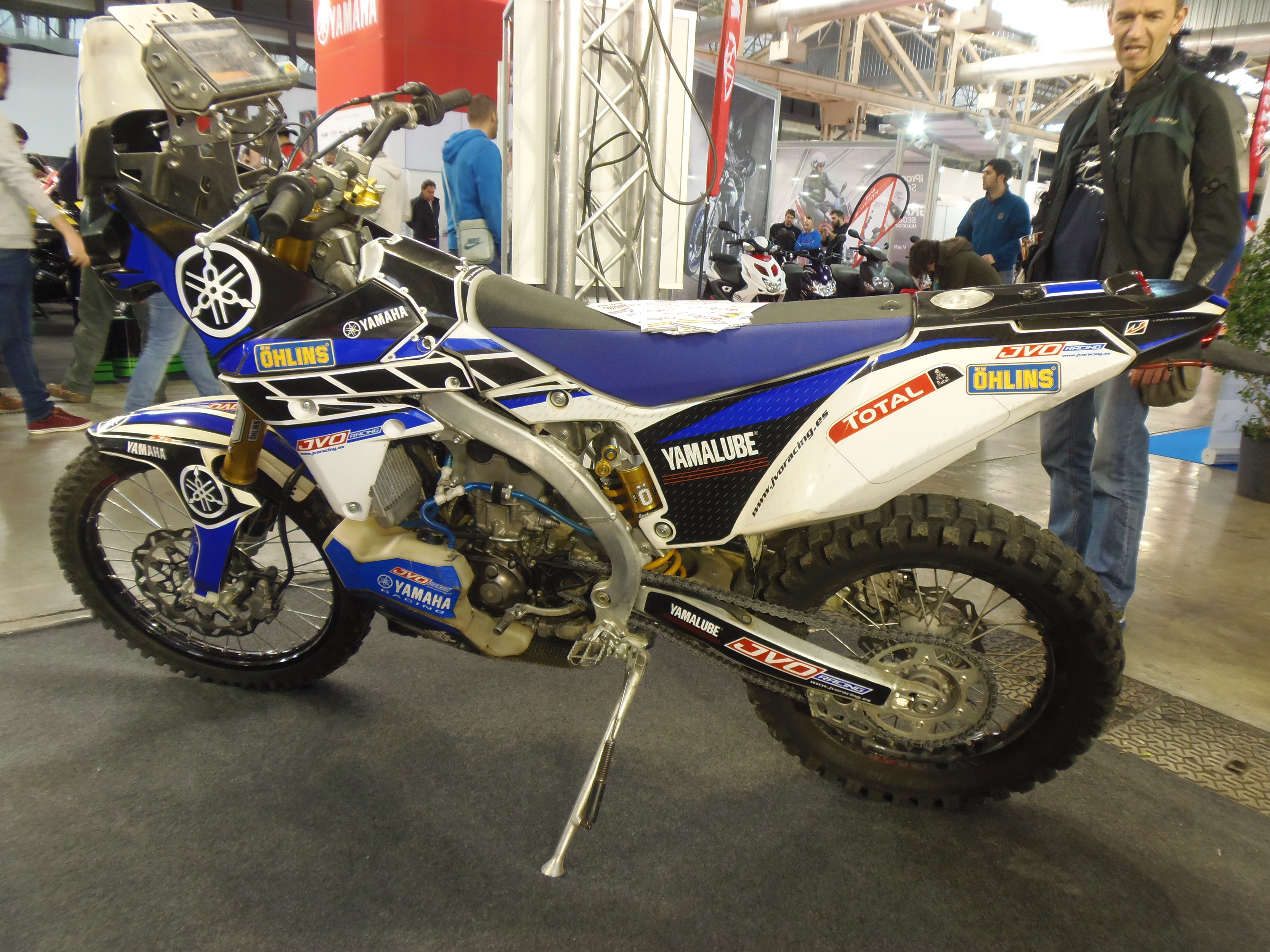
Una de les dues Yamaha de l'equip JVO Racing al Dakar del 2015, format per Guasch i Joan Pedrero

  - 1r en 450 cc i General a la Baja España-Aragón
  - 1r en 450 cc i General a la Copa TT 4 Estacions (la Riera de Gaià, Tarragonès)
  - 1r en 450 cc i General a la Burn Gran Nacional Raid Zuera
  - 1r en 450 cc i General a la Burn Gran Nacional V Raid Albalate
  - 1r en 450 cc i General a l'Extrema 500 Fuentes de Ebro
- 2011[3]
  - Participació en el Ral·li Dakar Argentina-Chile
  - Participació en la Baja España-Aragón
- 2012[3]
  - Participació en el Ral·li Dakar Argentina-Chile/Perú
  - Participació en la Baja España-Aragón
- 2013[3]
  - 9è de la General al Merzouga Rally
  - 2n en 450 cc i General a la Baja España-Aragón
  - 27è al Ral·li Dakar Perú-Argenina-Chile[6]